# Cerisé
Cerisé település Franciaországban, Orne megyében. Lakosainak száma 853 fő (2022. január 1.). Cerisé Valframbert, Alençon, Chenay és Saint-Paterne - Le Chevain községekkel határos.

## Népesség
A település népességének változása:
| Lakosok száma | 801  | 851  | 883  | 863  | 857  | 866  | 876  | 862  | 853  |
|               | 2013 | 2015 | 2016 | 2017 | 2018 | 2019 | 2020 | 2021 | 2022 |